# Chondrohierax
Chondrohierax – rodzaj ptaków z podrodziny orłosępów (Gypaetinae) w obrębie rodziny jastrzębiowatych (Accipitridae).

## Rozmieszczenie geograficzne
Rodzaj obejmuje gatunki występujące w Ameryce.

## Morfologia
Długość ciała 39–51 cm, rozpiętość skrzydeł 78–98 cm; masa ciała 235–360 g.

## Systematyka
Rodzaj zdefiniował w 1843 roku zoolog René Lesson w artykule zatytułowanym Indeks ornitologiczny, opublikowanym w czasopiśmie „L’Écho du Monde Savant et l’Hermès”. Gatunkiem typowym jest (oznaczenie monotypowe) hakodziób amerykański (Ch. uncinatus).

### Etymologia
- Chondrohierax: gr. χονδρος khondros ‘zgrubny’; ἱεραξ hierax, ἱερακος hierakos ‘jastrząb’[4].
- Regerhinus: gr. ῥηγος rhēgos, ῥηγεος rhēgeos ‘kocyk, koc’; ῥις rhis, ῥινος rhinos ‘nozdrza’[5]. Gatunek typowy (oryginalne oznaczenie (również monotypowe)): Falco uncinatus Temminck, 1822.

## Podział systematyczny
Do rodzaju należą następujące gatunki:
- Chondrohierax uncinatus (Temminck, 1822) – hakodziób amerykański
- Chondrohierax wilsonii (Cassin, 1847) – hakodziób kubański